# Emil Zátopek

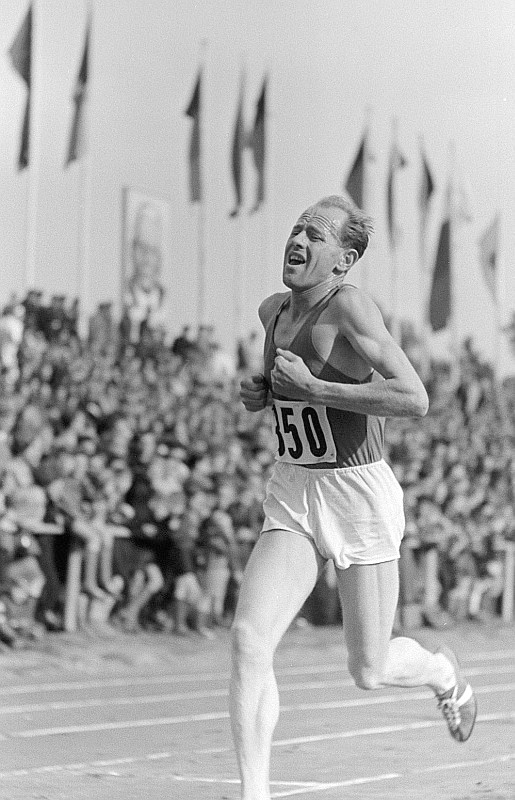
Zátopek in 1951 (vermoedelijk in Leipzig)

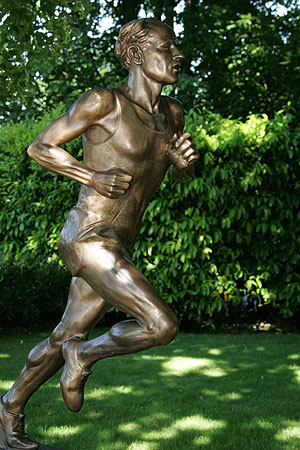
Standbeeld (Olympisch Park van Lausanne)

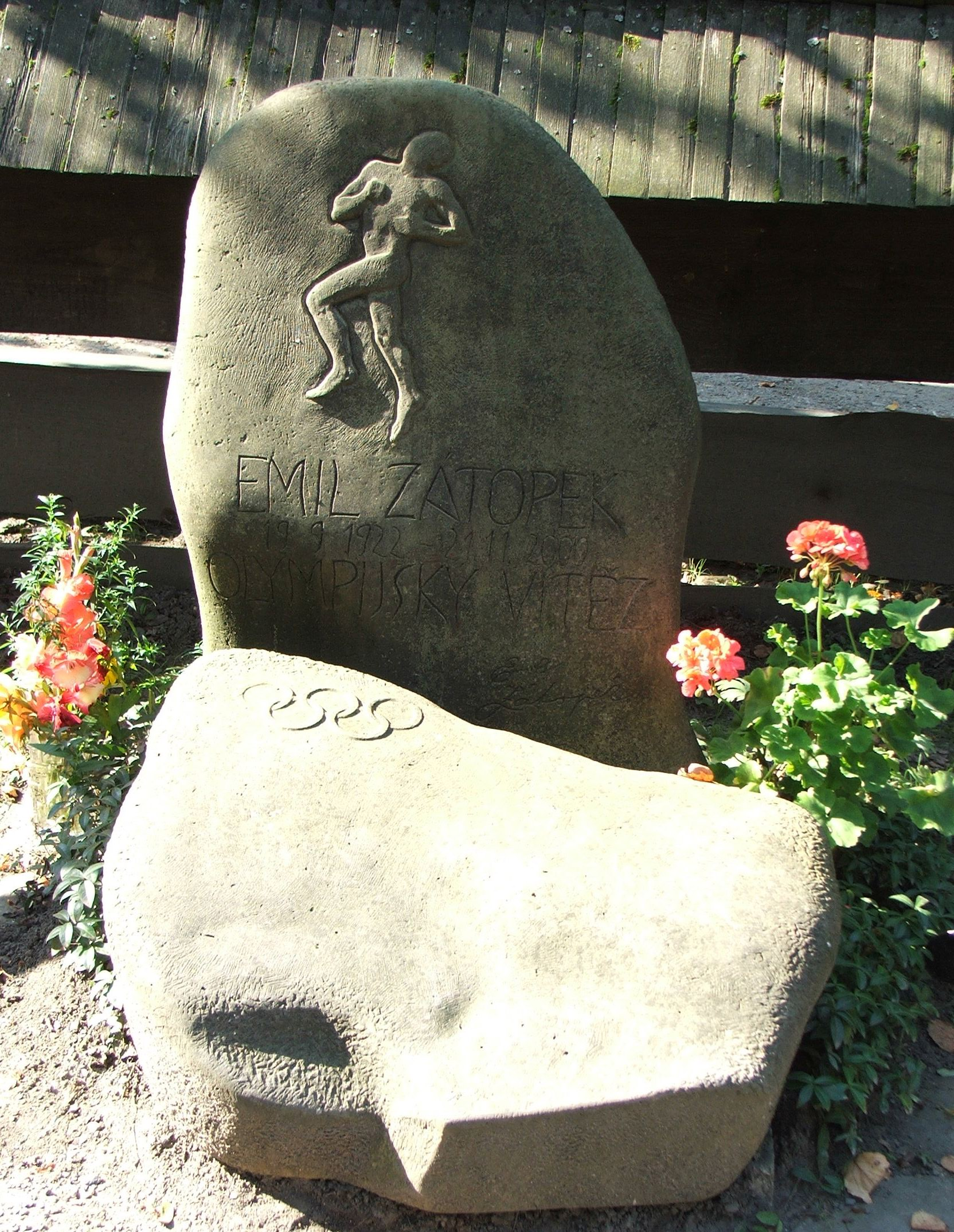
Graf van Emil Zátopek

Emil Zátopek (Kopřivnice, 19 september 1922 – Praag, 22 november 2000), bijgenaamd de Locomotief, was een Tsjecho-Slowaakse langeafstandsloper. Tussen 1948 en 1954 was hij de absolute vedette op de 10.000 m, en won 38 wedstrijden op rij. Op de Olympische Zomerspelen 1952 in Helsinki behaalde hij drie gouden medailles op de 5000 m, 10.000 m en marathon, een unieke prestatie. Gedurende zijn sportcarrière vestigde Emil Zátopek 18 wereldrecords op verschillende afstanden. In de periode 1949-1951 won Zátopek alle 69 wedstrijden waaraan hij deelnam en in zijn loopbaan won hij 261 van de 334 wedstrijden.

## Biografie

### Leerling-schoenmaker
Zátopek werd geboren als zesde kind van een doorsnee familie. Toen hij 16 jaar was begon hij als leerling-schoenmaker te werken in een schoenenfabriek in Zlín. Zátopek begon zijn atletiekcarrière nadat hij in 1940, zonder enige training, tweede werd in een door zijn bedrijf, schoenenfabriek Bata, georganiseerde wedstrijd over 1500 m. Enkele jaren later was hij al de belangrijkste Tsjechische langeafstandsloper. Hij brak de Tsjechische records op de 2000 m, 3000 m en de 5000 m en werd geselecteerd voor het Tsjechische team op de Europese kampioenschappen. Daar deed hij internationaal voor het eerst van zich spreken met een vijfde plaats op de 5000 m.

### OS 1952: driemaal goud
In 1948 deed hij mee aan de Olympische Spelen van Londen en ondanks een gebrek aan internationale ervaring behaalde hij een gouden medaille op de 10.000 m en een zilveren op de 5000, waarin hij het nipt moest afleggen tegen de Belg Gaston Reiff.
Vier jaar later, in 1952, maakte Zátopek zich onsterfelijk door op de Olympische Spelen van Helsinki drie keer goud te halen, op de 5000 m, de 10.000 m en de marathon. Een unieke prestatie, te meer omdat het zijn eerste officiële marathon was. Overigens had hij, om aan deze marathon te kunnen deelnemen, van tevoren de tegenstand moeten overwinnen van het Tsjechische Olympische Comité. Dit Comité was sterk tegen deelname en zelfs beducht voor een 'afgang'. Zátopek bleef echter bij zijn standpunt. Hij was van mening dat er, met reeds twee gewonnen gouden medailles op zak, van een afgang geen sprake kon zijn. Opgeven was het ergste wat hem kon overkomen en dat was hij nu zeker niet van plan. Zátopek had tijdens zijn trainingen al verschillende malen een marathon gelopen en was ervan overtuigd, dat hij zich met de besten kon meten. De uitslag van de wedstrijd stelde hem maar al te zeer in het gelijk. Het overwegend Finse publiek dat wereldprestaties op de lange afstanden als geen ander volk weet te waarderen, gezien de olympische kampioenen die dit land op dit gebied heeft voortgebracht, zoals Hannes Kolehmainen, Ville Ritola, Paavo Nurmi en Volmari Iso-Hollo, bracht hem een staande ovatie.

### Stunt
Zátopek was getrouwd met speerwerpster Dana Ingrova, die precies zes uur ouder was dan haar echtgenoot. Zij won in 1952 eveneens een gouden medaille op de Olympische Spelen. Het huwelijk vond plaats op 19 september 1948, de dag dat beiden ook hun 26ste verjaardag vierden.
Overigens denkt Dana Zátopeková, dat haar dierbare echtgenoot de beste herinneringen bewaarde aan een andere stunt, twee jaar later in Parijs. Terwijl hij zich er al mee had verzoend niet meer met de allerbesten mee te kunnen op de 'kortere' afstanden, verraste hij zichzelf met het wereldrecord van 13.57,2 op de 5000 m. 'Ik had hem ertoe uitgedaagd', zei ze in haar woning in Troja, een lommerrijke buitenwijk van Praag, 'en hem beloofd dat ik een diepe buiging voor hem zou maken als het hem zou lukken dat record te verbeteren. Toen we elkaar zagen op de luchthaven vroeg hij mij meteen wanneer ik mij op de grond zou werpen.'

### Geen schoonheidsprijs voor stijl
Op Zátopeks stijl van lopen was wel kritiek: hij schudde met zijn hoofd en schokte met zijn lichaam. Zelf tilde hij daar niet zwaar aan, het ging om de snelheid. In de eerste biografie die in 1954 van hem verscheen (Zátopek The Marathon Victor) zei hij tegen zijn landgenoot František Kožík dat atletiektoernooien geen schoonheidsverkiezingen waren.
Na de Olympische Spelen van 1956, waarin hij zesde op de marathon werd (ondanks een hernia), beëindigde Zátopek zijn loopbaan.

### Bouwvakker
Tijdens de Praagse Lente van 1968 was Zátopek politiek actief, en protesteerde hij tegen de Sovjet-invasie. Hij werd hiervoor uit de Communistische Partij gezet, verloor zijn rang in het leger en werd gedwongen om als bouwvakker aan de slag te gaan, nadat hij eerst een half jaar als mijnwerker in een uraniummijn te werk was gesteld. Ver buiten zijn geliefde stad, omdat de gezaghebbers het risico niet aandurfden de burgers van Praag met de degradatie van de volksheld te confronteren. Zes jaar verbleven hij en zijn vrouw in de anonimiteit, maar Emil Zátopek sloeg zich er op zijn karakteristieke flegmatieke wijze doorheen. Hij zei: als ik zo hard met mijn benen heb kunnen werken, hoef ik toch niet bang te zijn voor een beetje handenarbeid?
Jarenlang was welk eerherstel dan ook ondenkbaar. Wel werd, onder zware druk vanuit het Westen, de handenarbeid die Zátopek moest verrichten, in 1971 omgezet in een onbeduidende kantoorbaan. Voor hem en zijn vrouw was toen een deel van het leed verleden tijd. Nadat hij was 'afgezakt' tot fabrieksarbeider buiten Praag, verdiende Zátopek overigens méér loon dan toen hij kolonel was.

### Eerherstel
Een van de eerste stappen die de regering na de Fluwelen Revolutie in 1989 onder president Václav Havel nam, was Zátopek volledig eerherstel verlenen. Tijdens een staatsbanket in maart 1990 verontschuldigde minister Vacek van Defensie zich tegenover Zátopek voor het onrecht, dat hem tijdens 'de Praagse lente' was aangedaan. Zátopek kreeg op 67-jarige leeftijd weer de rang van kolonel terug, met alle hieraan verbonden rechten en plichten. Dit eerherstel gaf Zátopek veel voldoening. Hij verklaarde dat hij in 1968 enkel vrijheid voor zijn land had gewild, zoals al zijn 15 miljoen landgenoten, en betreurde het zeer dat het regime hem tot slachtoffer had gemaakt.
Een van de bekendste uitspraken van Zátopek was: "Vis zwemt, vogel vliegt, mens loopt."
In 2012 werd hij opgenomen in de IAAF Hall of Fame.

## Titels
- Olympisch kampioen 5000 m - 1952
- Olympisch kampioen 10.000 m - 1948, 1952
- Olympisch kampioen marathon - 1952
- Europees kampioen 5000 m - 1950
- Europees kampioen 10.000 m - 1950, 1954
- Tsjecho-Slowaakse kampioen 5000 m - 1945, 1946, 1947, 1948, 1950, 1952, 1953, 1954
- Tsjecho-Slowaakse kampioen 10.000 m - 1952, 1953

## Persoonlijke records
| Afstand  | Tijd            | Datum            | Plaats    |
| -------- | --------------- | ---------------- | --------- |
| 3000 m   | 8.08,8          | 18 augustus 1947 | Brno      |
| 5000 m   | 13.57,0 (ex-WR) | 3 september 1954 | Stockholm |
| 10.000 m | 28.54,2 (ex-WR) | 1 juni 1954      | Brussel   |
| marathon | 2:23.03,2       | 27 juli 1952     | Helsinki  |

## Palmares

### 1500 m
- 1947:  International University Games - 3.52,8

### 3000 m
- 1945:  Militaire kamp. in Praag - 8.33,4

### 5000 m
- 1945:  Tsjecho-Slowaakse kamp. in Praag - 14.50,8
- 1946:  Tsjecho-Slowaakse kamp. in Praag - 14.48,0
- 1946: 5e EK in Oslo - 14.25,8
- 1946:  Inter Allied Meeting in Berlijn - 14.31,0
- 1947:  Rosicky Memorial in Praag - 14.08,2
- 1947:  ITA vs Tsjecho-Slowakije in Praag - 14.17,2
- 1947:  Tsjecho-Slowaakse kamp. in Praag - 14.26,0
- 1947:  FRA vs Tsjecho-Slowakije in Praag - 14.15,0
- 1947:  International University Games - 14.20,8
- 1948:  Tsjecho-Slowaakse kamp. in Praag - 14.21,0
- 1948:  OS in Londen - 14.17,8
- 1948:  Tsjecho-Slowakije vs FRA in Colombes - 14.28,4
- 1948:  BEL vs Czechoslovakia in Praag - 14.21,2
- 1948:  Tsjecho-Slowakije vs ITA in Bologna - 14.30,2
- 1949:  Tsjecho-Slowakije vs FIN in Helsinki - 14.20,0
- 1949:  Tsjecho-Slowakije vs Soviet Union in Moskou - 14.29,0
- 1949:  Tsjecho-Slowakije vs ITA vs HUN in Boedapest - 14.35,2
- 1950:  Tsjecho-Slowakije vs POL in Warschau - 14.31,0
- 1950:  HUN vs Tsjecho-Slowakije in Bratislava - 14.28,6
- 1950:  Tsjecho-Slowaakse kamp. in Bratislava - 14.11,6
- 1950:  EK in Brussel - 14.03,0
- 1950:  FIN vs Tsjecho-Slowakije in Praag - 14.05,2.39,4
- 1950:  Soviet Union vs Tsjecho-Slowakije in Praag - 14.21,4
- 1951:  Vitkovice in Ostrava - 14.28,0
- 1951:  Tsjecho-Slowakije vs Hungary in Boedapest - 14.30,2
- 1952:  FGY Games in Lipsko - 14.33,8
- 1952:  Tsjecho-Slowaakse kamp. in Praag - 14.17,6
- 1952:  OS in Helsinki - 14.06,6
- 1952:  ATK Praag vs Honved Budaoest in Praag - 14.33,4
- 1953:  Hungarije vs Tsjecho-Slowakije in Praag - 14.28,6
- 1953:  Tsjecho-Slowaakse kamp. in Praag - 14.11,4
- 1953:  World Youth Games in Boekarest - 14.03,0
- 1954:  Tsjecho-Slowaakse kamp. in Ostrava - 14.24,8
- 1954:  EK in Bern - 14.10,2
- 1954:  Soviet Union vs Tsjecho-Slowakije in Praag - 14.19,0
- 1955:  GBR vs Tsjecho-Slowakije in Praag - 14.04,0
- 1955:  Praag vs Manchester - 14.24,2

### 10.000 m
- 1948:  OS in Londen - 29.59,60
- 1948:  Tsjecho-Slowakije vs ITA in Bologna - 30.09,8
- 1949:  Czechoslovak Army Championships in Ostrava - 29.28,2
- 1949:  Tsjecho-Slowakije vs FIN in Helsinki - 29.59,4
- 1949:  Tsjecho-Slowakije vs ITA vs HUN in Boedapest - 30.00,4
- 1949:  Tsjecho-Slowakije vs BUL in Sofia - 30.30,8
- 1950:  HUN vs Tsjecho-Slowakije in Bratislava - 29.54,2
- 1950:  EK in Brussel - 29.12,0
- 1950:  FIN vs Tsjecho-Slowakije in Praag - 29.54,6
- 1950:  Soviet Union vs Tsjecho-Slowakije in Praag - 29.53,2
- 1951:  Tsjecho-Slowakije vs Hungary in Boedapest - 30.01,4
- 1952:  FGY Games in Lipsko - 30.08,8
- 1952:  Tsjecho-Slowaakse kamp. in Praag - 30.28,4
- 1952:  OS in Helsinki - 29.17,0
- 1952:  ATK Praha vs Honved Boedapest in Praag - 30.58,6
- 1953:  Hungary vs Tsjecho-Slowakije in Praag - 29.48,6
- 1953:  Tsjecho-Slowaakse kamp. in Praag - 30.53,6
- 1953:  World Youth Games in Boekarest - 29.25,8
- 1954:  EK in Bern - 28.58,0
- 1954:  Soviet Union vs Tsjecho-Slowakije in Praag - 29.20,8
- 1955:  GBR vs Tsjecho-Slowakije in Praag - 29.25,6
- 1955:  HUN vs Tsjecho-Slowakije in Bratislava - 29.46,2
- 1957:  Tsjecho-Slowaakse kamp. in Praag - 29.45,2
- 1957:  Tsjecho-Slowakije vs Oost-Duitsland in Berlijn - 29.28,0

### marathon
- 1952:  OS in Helsinki - 2:23.03,2
- 1956: 6e OS in Melbourne - 2:29.34

### veldlopen
- 1958:  Cross de San Sebastián - 39.54,3

## Wereldrecords

### 5000 m
- 30-05-1954 Parijs 13.57,2

### 10.000 m
- 11-06-1949 Ostrava 29.28,2
- 22-10-1949 Ostrava 29.21,2
- 04-08-1950 Turku 29.02,6
- 01-11-1953 Stara Boleslav 29.01,6
- 01-06-1954 Brussel 28.54,2 (eerste onder 29 minuten)

Zátopek vestigde ook wereldrecords op de (incourante) afstanden van 10 Engelse mijl, 20, 25 en 30 kilometer. Ook was hij de eerste atleet die de 20 km binnen één uur liep.

## Onderscheidingen
- Abebe Bikila Award - 1979
- IAAF Hall of Fame - 2012

1912: Hannes Kolehmainen ·
1920: Joseph Guillemot ·
1924: Paavo Nurmi ·
1928: Ville Ritola ·
1932: Lauri Lehtinen ·
1936: Gunnar Höckert ·
1948: Gaston Reiff ·
1952: Emil Zátopek ·
1956: Vladimir Koets ·
1960: Murray Halberg ·
1964: Bob Schul ·
1968: Mohammed Gammoudi ·
1972: Lasse Virén ·
1976: Lasse Virén ·
1980: Miruts Yifter ·
1984: Saïd Aouita ·
1988: John Ngugi ·
1992: Dieter Baumann ·
1996: Vénuste Niyongabo ·
2000: Millon Wolde ·
2004: Hicham El Guerrouj ·
2008: Kenenisa Bekele ·
2012: Mo Farah ·
2016: Mo Farah ·
2020: Joshua Cheptegei ·
2024: Jakob Ingebrigtsen
1912: Hannes Kolehmainen ·
1920: Paavo Nurmi ·
1924: Ville Ritola ·
1928: Paavo Nurmi ·
1932: Janusz Kusociński ·
1936: Ilmari Salminen ·
1948: Emil Zátopek ·
1952: Emil Zátopek ·
1956: Vladimir Koets ·
1960: Pjotr Bolotnikov ·
1964: Billy Mills ·
1968: Naftali Temu ·
1972: Lasse Virén ·
1976: Lasse Virén ·
1980: Miruts Yifter ·
1984: Alberto Cova ·
1988: Brahim Boutayeb ·
1992: Khalid Skah ·
1996: Haile Gebrselassie ·
2000: Haile Gebrselassie ·
2004: Kenenisa Bekele ·
2008: Kenenisa Bekele ·
2012: Mo Farah ·
2016: Mo Farah ·
2020: Selemon Barega ·
2024: Joshua Cheptegei
1896: Spiridon Louis ·
1900: Michel Théato ·
1904: Thomas J. Hicks ·
1908: John Hayes ·
1912: Kenneth McArthur ·
1920: Hannes Kolehmainen ·
1924: Albin Stenroos ·
1928: Ahmed Boughéra El Ouafi ·
1932: Juan Carlos Zabala ·
1936: Sohn Kee-chung ·
1948: Delfo Cabrera ·
1952: Emil Zátopek ·
1956: Alain Mimoun ·
1960: Abebe Bikila ·
1964: Abebe Bikila ·
1968: Mamo Wolde ·
1972: Frank Shorter ·
1976: Waldemar Cierpinski ·
1980: Waldemar Cierpinski ·
1984: Carlos Lopes ·
1988: Gelindo Bordin ·
1992: Hwang Young-cho ·
1996: Josia Thugwane ·
2000: Gezahegne Abera ·
2004: Stefano Baldini ·
2008: Samuel Wanjiru ·
2012: Stephen Kiprotich ·
2016: Eliud Kipchoge ·
2020: Eliud Kipchoge ·
2024: Tamirat Tola
- Bibsys: 90894943
- Bibliothèque nationale de France: cb131952022 (data)
- Gemeinsame Normdatei: 118842781
- World Athletics: 14356601
- International Standard Name Identifier: 0000 0000 7732 0337
- Library of Congress Control Number: n88114683
- Bibliotheek van het Japanse parlement: 00621676
- Nationale Bibliotheek van Tsjechië: jk01152198
- Nationale Bibliotheek van Israël: 987007291097105171
- Nationale Bibliotheek van Polen: a0000002239879
- Nederlandse Thesaurus van Auteursnamen: 186006446
- Système universitaire de documentation: 035535415
- Virtual International Authority File: 57411859
- WorldCat: E39PBJdWTkQqmd7yM9cHHHpkjC